# Sladký život na moři (1. řada)
První řada seriálu Sladký život na moři byla vysílána americkou televizní stanicí Disney Channel premiérově od 26. září 2008. Má celkem 21 dílů, z toho 1 crossoverový díl se seriály Kouzelníci z Waverly a Hannah Montana. Díly byly vysílány v odlišném pořadí oproti produkci. Seriál poté pokračoval svou druhou řadou.

## Herecké obsazení
- Cole Sprouse, Dylan Sprouse a Brenda Song účinkovali ve všech dílech.
- Debby Ryan chyběla v pěti dílech (1x12, 1x16, 1x17, 1x18, 1x20).
- Phill Lewis chyběl v pěti dílech (1x06, 1x09, 1x10, 1x15, 1x17).
- Kim Rhodes si svou hlavní roli Carey Martin ze seriálu Sladký život Zacka & Codyho zopakovala ve dvou dílech (1x01,1x16).
- Ashley Tisdale si svou hlavní roli Maddie Fitzpatrick ze seriálu Sladký život Zacka & Codyho zopakovala ve jednom dílu (1x13).
- Brian Stepanek si svou vedlejší roli Arwina Q. Hawkhausera ze seriálu Sladký život Zacka & Codyho zopakoval v jednom dílu (1x07).
- Robert Torti si svou vedlejší roli Kurta Martina ze seriálu Sladký život Zacka & Codyho zopakoval v jednom dílu (1x16).
- Charlie Stewart, Sophie Oda a Brittany Curran si své vedlejší role Boba, Barbary a Chelsea ze seriálu Sladký život Zacka & Codyho zopakovali v jednom dílu (1x09).

## Seznam dílů
| Díl | Anglický název           | Český název                | Premiéra v USA     | Premiéra v ČR     | Produkční číslo | V ČJ na YouTube |
| 1 | The Suite Life Sets Sail | Sladký život vyplouvá      | 26. září 2008      | 4. října 2010     | 101             |                 |
| Zack, Cody, London a pan Moseby vyplouvají na SS Tipton na moře. London používá šperky, aby podplatila svou spolubydlící - Padmu, aby opustila loď- chce mít pokoj sama pro sebe. Cody se ocitne na pokoji s Woodym, který je velmi chaotický. Zack sdílí pokoj s Bailey, o kterém si myslí, že je blázen. Nikdo neví, že Bailey je dívka, která se maskuje jako chlapec, aby získala místo na lodi v Seven Seas High, protože neexistují žádná další volná místa pro dívky. Zack a Cody souhlasí s výměnou spolubydlících, ale Zack si to rozmyslí poté, co zjistí, že Bailey je holka. Poté, co to všichni ostatní nakonec zjistí,souhlasí, aby Bailey zůstala místo Padmy. Bailey se přestěhuje do pokoje k London. To je pro ni poslední kapka, a tak uniká vrtulníkem na Parrot Island. Chybí: - Hostující hvězdy: Erin Cardillo jako Emma Tuttweiler, Matthew Timmons jako Woody Fink, Tyia Sircar jako Padma Co-hvězdy: Ginette Rhodes jako Baileyina máma Speciální hostující hvězdy: Kim Rhodes jako Carey Martin |                          |                            |                    |                   |                 |                 |
| 2 | Parrot Island            | Papouščí ostrov            | 27. září 2008      | 10. října 2010    | 107             |                 |
| Poté, co musí SS Tipton uskutečnit zvláštní výlet na Parrot Island, aby vyzvedla London se Bailey, Moseby a Woody ocitnou ve vězení, protože všichni papoušci odletěli z ostrova kvůli tomu, že Tipton Industries vykácela všechny stromy. Je to na Zackovi a Codym, aby dostali ostatní ven, nakonec skončí ve vězení spolu s ostatními a Bailey musí použít své prase Porkerse, aby je zachránilo.Zack a Cody bojují o Bailey, ale Zack ji nakonec "přenechá" Codymu. Chybí: - Hostující hvězdy: Erin Cardillo jako Emma Tuttweiler, Matthew Timmons jako Woody Finks, Stuart Pankin jako Simms Co-hvězdy: Speciální hostující hvězdy: - |                          |                            |                    |                   |                 |                 |
| 3 | Broke 'N' Yo-Yo          | Bankrot a Jo-Jo            | 3. října 2008      | 6. října 2010     | 102             |                 |
| Bailey je naštvaná, že London si zabrala všechno místo v jejich kajutě, a tak se rozhodne pro trik s mýtem "Sea Snark". Později se však cítí provinile a řekne jí pravdu. Mezitím, když Zack používá svou i Codyho lodní platební karty, aby kupoval věci pro všechny dívky na lodi, dojdou mu peníze. Moseby je tak postaví do práce, aby mohli získat peníze na "žití" na lodi. Cody se rozhodne vstoupit Jo-jo soutěže, aby si nějaké peníze vydělal a Zack souhlasí s tím, že převezme obě pracovní místa na lodi tak, aby Cody mohl cvičit svůj Jo-jo trik. S cílem udržet obě práce, Zack používá vrhač ručníků. Cody se dostává do finále s Jo-jo mistrem - Johanem Yo. Johan vyhraje, ale poté co Bailey řekne Codymu, že Johan je profesionál, je diskvalifikován a Cody je prohlášen za vítěze, protože soutěž byla pouze pro amatéry. I přes vítězství, Zack a Cody nedostanou peníze. Ty shrábne Moseby na zaplacení škody způsobené vrhačem ručníků. Chybí: - Hostující hvězdy: Grant Johnson jako Johan Yo Co-hvězdy: Speciální hostující hvězdy: - |                          |                            |                    |                   |                 |                 |
| 4 | The Kidney of the Sea    | Ledvina všech moří         | 10. října 2008     | 7. října 2010     | 103             |                 |
| Zack se zamiluje do roztomilé cestující se jménem Violet, ale musí vypořádat s jejím bohatým "přítelem" Ashtonem a arogantní matkou, která udělá cokoliv, aby dostala Zacka a Violet od sebe, a to zejména poté, co ji dá Ashton drahé šperky. Mezitím je Cody rozhodčím testu inteligence mezi Londoniným psem - Ivanou a Baileyiným domácím prasetem - Porkresem. London se snaží podplatit Codyho. Nakonec skončí soutěž nerozhodně. Ashton obviňuje Zacka z krádeže náhrdelníku "Ledvina všech moří". Ivana nakonec dokáže, že Ashton lže. Chybí: - Hostující hvězdy: Christa B. Allen jako Violet, Shannon Holt jako paní Bergová, Aaron Perilo jako Ashton Co-hvězdy: Speciální hostující hvězdy: - Poznámka: Tento díl je parodií na film Titanic. |                          |                            |                    |                   |                 |                 |
| 5 | Show & Tell              | Řekni, co vidíš            | 17. října 2008     | 5. října 2010     | 104             |                 |
| London a Bailey jsou na výzvědech, aby prokázaly, že slečna Tutweiller se dvoří panu Mosebymu, když zaslechnou rozhovor mezi těmi dvěma. Mezitím Zack přesvědčuje Codyho, aby se přes zákaz vyplížili Starlight Follies burlesque show na lodi. Když se konečně dostanou přes strážníka Kirbyho na show, zjišťují podle znaménka, že slečna Tutweiller je jednou z tanečnic. Zack posílá Bailey a London tajně jako dvě tanečnice zjistit, jestli je to dvě pravda. Nakonec jsou ale díky Woodymu chyceni... Chybí: - Hostující hvězdy: Erin Cardillo jako Emma Tutweiller, Matthew Timmons jako Woody Fink, Windell D. Middlebrooks jako Kirby Morris Co-hvězdy: Speciální hostující hvězdy: - |                          |                            |                    |                   |                 |                 |
| 6 | International Dateline   | Mezinárodní datová hranice | 24. října 2008     | 10. října 2010    | 105             |                 |
| V den tanečních kurzů chce Cody zapůsobit na Bailey. Jenže týž večer přejíždí loď mezinárodní datovou hranici. Když se Codymu získat Bailey nepovede, ocitne se najednou znovu ráno ve třídě. Vnímá to jako druhou šanci, jak na Bailey. Tu se mu na druhý pokus podaří získat, ale najednou se znovu ocitá ve třídě. Pochopí, že celá loď uvízla v časové smyčce. On jediný si vše pamatuje . Využije lodníka Haggise a zpomalí loď tak, aby ji nezasáhl blesk. To se mu sice povede, ale Bailey přes veškerou snahu nezíská... Chybí: Phill Lewis jako pan Moseby Hostující hvězdy: Erin Cardillo jako Emma Tutweiller, Matthew Timmons jako Woody Fink, Rachael Bell jako Addison, Chad Duell jako Holden, Steve Monroe jako Haggiss Co-hvězdy: Speciální hostující hvězdy: - |                          |                            |                    |                   |                 |                 |
| 7 | It's All Greek to Me     | Je to pro mě řecká vesnice | 7. listopadu 2008  | 18. prosince 2010 | 106             |                 |
| S. S. Tipton navštěvuje Řecko. Zatímco jsou tam, Bailey se dvoří průvodci, na kterého Cody žárlit. Arwinův bratranec - Milos chce Codymu pomoci, aby zapůsobil na Bailey, a tak mu dává repliku starobylého amuletu řecké bohyně Afrodity, který jí má dát. Ale ve zmatku si nakonec Cody odnáší pravý amulet. London chce přesvědčit otce, aby financoval novou expozici. Ten jí ale dává podmínku, že musí přispět. London se inspiruje ve vlastním snu... Chybí: - Hostující hvězdy: Brian Stepanek jako Arwin/Milos, Erin Cardillo jako Emma Tutweiller, Adam Bay jako Adonis, John Kapelos jako Elias Co-hvězdy: Speciální hostující hvězdy: - |                          |                            |                    |                   |                 |                 |
| 8 | Sea Monster Mash         | Mix mořských příšer        | 14. listopadu 2008 | 4. prosince 2010  | 108             |                 |
| Třída dostala školní projekt a Cody se rozhodne vzít Bailey za svou partnerku. Zack je zklamán, jelikož doufal, že Cody dokončí projekt s ním a Woodym. Poté, co Bailey řekne London, že se spojila s Codym, London vytvoří tým se Zackem a Woodym. Cody se snaží chytit slavného netvora moře, ale stále selhává. Zack se snaží sabotovat Codyho projekt. Mořská obluda se ukáže na konci dílu. Chybí: - Hostující hvězdy: Matthew Timmons jako Woody Fink Co-hvězdy: Speciální hostující hvězdy: - |                          |                            |                    |                   |                 |                 |
| 9 | Flowers and Chocolate    | Květiny a čokoláda         | 21. listopadu 2008 | 25. prosince 2010 | 109             |                 |
| Chelsea, Barbara a Bob navštěvují S.S Tipton. Cody je znepokojen, že musí říct Barbaře o svých citech k Bailey, ale Barbaře je to vlastně jedno, protože ona a Bob spolu nyní chodí. Těsně před tím, než Cody řekne o Bailey, Barbara řekne o ní a Bobovi. Cody chce, aby Barbara žárlila, a tak jí řekne, že chodí s Bailey. V domnění, že než se vrátí Bailey, která je mimo loď, Barbara bude i se lží pryč, ale Bailey se vrátí brzy. London říká Chelsea, že její pokoj je jen její botník, a že Woody je její sluha. Woody souhlasí s tím, aby jí pomohl, protože je do Chelsea zamilován. Během filmové noci se Cody snaží, aby si Barbara opravdu myslela, že on a Bailey jsou spolu, ale Bailey nakonec vše zjistí. Cody se omluví a Bailey mu odpustí a říká, že kdyby chtěl, aby předstírala jeho přítelkyni, stačilo říct. Vše končí prvním polibkem. Chybí: Phill Lewis jako pan Moseby Hostující hvězdy: Sophie Oda jako Barbara, Brittany Curran jako Chelsea, Charlie Stewart jako Bob, Matthew Timmons jako Woody Fink, Jennifer Tisdale jako organizátorka aktivit - Connie Co-hvězdy: Speciální hostující hvězdy: - Poznámka:Zápletka mezi Chelsea, London a Woodym se velmi podobá té z internetového seriálu Yea Me!, kde London tvrdí Chelsea, že Bailey je její služka v botníku... |                          |                            |                    |                   |                 |                 |
| 10 | Boo You                  | Nachytal ses               | 5. prosince 2008   | 5. února 2011     | 110             |                 |
| Když Cody a Kirby nedovolí Zackovi skoči na bungee z boku lodě, bratři nešťastně vystrčí Kirbyho z lodi, ale Kirby, který je připojen k bungee šňůře, je vytažen zpět a po krátké přetahované přistane ve vířivce. Chlapci se snaží Kirbyho doučovat vlastními metodami, aby udělal zkoušky. Mezitím přivádí London k šílenství Bailey ve své nové internetové show "Sláva mi!" Chybí: Phill Lewis jako pan Moseby Hostující hvězdy: Erin Cardillo jako Emma Tutweiller, Windell D. Middlebrooks jako Kirby, Chad Duell jako Holden Co-hvězdy: Speciální hostující hvězdy: - Poznámka: O show "Boo You" se již London jednou zmiňovala před 24 hodinovým speciálem "Yea me" v The Suite life of Zack & Cody. |                          |                            |                    |                   |                 |                 |
| 11 | seaHarmony               | Dokonalý pár               | 12. prosince 2008  | 12. února 2011    | 111             |                 |
| Zack a London dělají dohazovače pro pana Moseby a slečnu Tutweiller, ale jen s malým úspěchem. Nakonec je dostanou dohromady, ale jen na oko. Mezitím se Cody snaží zapůsobit na Bailey tím, že se chová jinak na základě jejích odpovědi v testu. Avšak to, co Cody neví je, že některé její odpovědi byly pro zábavu, zatímco jen málokteré byly pravdivé. Chybí: - Hostující hvězdy: Erin Cardillo jako Emma Tutweiller Co-hvězdy: Speciální hostující hvězdy: - |                          |                            |                    |                   |                 |                 |
| 12 | The Mommy and the Swami  | Maminka a Swami            | 9. ledna 2009      | 26. února 2011    | 115             |                 |
| Když se loď zastaví v Indii, Cody a Zack s ním se chystají na návštěvu svého gura-Swamiho, který žije na vrcholu hory, kde se platí vysoké ceny za všechno, co prodává. Nakonec Zackovi a Codymu dojdou peníze. Mezitím má pan Moseby problémy s počítačem a snaží se kontaktovat call centrum o pomoc, ale bez úspěchu. Padma, která byla původně Londoninou spolubydlící na lodi, ale odešla poté, co ji London uplatila, žádá Lodnon o pomoc, kdy má přesvědčit její matku, že byla stále na moři. Chybí: Debby Ryan jako Bailey Pickett Hostující hvězdy: Rizwan Manji jako Swami, Tiya Sircar jako Padma, Sarah Ripard jako Gitanjali/Buffy Co-hvězdy: Speciální hostující hvězdy: - |                          |                            |                    |                   |                 |                 |
| 13 | Maddie on Deck           | Maddie na palubě           | 16. ledna 2009     | 2. dubna 2011     | 112             |                 |
| Maddie Fitzpatrick navštěvuje S.S. Tipton a získává v Bailey novou kamarádku. Princ Jeffy, kterému je jen 8 let, se zamiluje do Maddie a nutí ji, aby si ho vzala. Nicméně, Zack vyzývá prince na turnaj, přičemž Maddie je hlavní cena. Zack "zbije" Prince Jeffyho na živých míčích s pomocí vodní nudle a konečně dostane svůj dlouho očekávaný polibek od Maddie. Chybí: - Hostující hvězdy: Uriah Shelton jako Prince Jeffy, Cale Hoelzman jako Prince Timmy, Scott Dreier jako Harold Herald Co-hvězdy: Speciální hostující hvězdy: Ashley Tisdale jako Maddie Fitzpatrick |                          |                            |                    |                   |                 |                 |
| 14 | When in Rome...          | Když jste v Římě...        | 23. ledna 2009     | 2. dubna 2011     | 113             |                 |
| Loď kotví v okolí Říma a London se zamiluje do mladého pohledného muzikanta Luca při hraní na ulici. Později, když hledá Bailey pro ni klíčový opasek na peníze, zaslechne, že Luca a jeho strýc -Marco okradli London o dvacet tisíc dolarů. Když Bailey mluví s Lucem, zjistí, že on vlastně nechce být podvodník a má London opravdu rád. Takže vymyslí plán, jak získat peníze zpět od jeho strýce, který začne Bailey oblékat jako Naomi Wyoming - parodie na Hannah Montana. Chybí: - Hostující hvězdy: Jacopo Sarno jako Luca, Joe Nipote jako Marcos, Sandra Purpurou jako Gigi Co-hvězdy: Speciální hostující hvězdy: - |                          |                            |                    |                   |                 |                 |
| 15 | Shipnotized              | Hypnotizér                 | 30. ledna 2009     | 16. dubna 2011    | 114             |                 |
| Slavný hypnotizér navštíví S.S. Tipton a náhodně zhypnotizuje London, aby jednala jako Bailey, což ji opravdu naštve. Mezitím děkan z Harvardu - Monroe Cabbit, je rovněž na návštěvě s dcerou Olivií. Cabbit má rád Codyho, ale ne Zacka. Jenže ten chce schůzku s Olivií. Vzhledem k tomu, že Cabbit neschvaluje vztah Zacka a Olivie, Zack a Cody vymysleli plán, kdy Cody bude předstírat, že chce schůzku s Olivií, kterou Cabbit schvaluje, ale Zack bude skutečně ten, který na schůzku přijde. Chybí: Phill Lewis jako pan Moseby Hostující hvězdy: Gilland Jones jako Olivia, Hamilton Mitchell jako Cabbit, Alec Ledd jako Enzo Biscotti Co-hvězdy: Speciální hostující hvězdy: - |                          |                            |                    |                   |                 |                 |
| 16 | Mom and Dad on Deck      | Máma s tátou na palubě     | 20. února 2009     | 23. dubna 2011    | 117             |                 |
| Zack a Cody mají v plánu chlapský víkend se svým otcem, ale překvapivá návštěva jejich matky zničí jejich plány. Když se Kurt a Carey setkají v show na lodi, pan Moseby říká, že mohou zůstat na palubě trvale, pokud se show povede. To se ale nelíbí chlapcům. Dvojčata se rozhodnou sabotovat jejich vystoupení, aby na palubě nemohli zůstat. Mezitím se London snaží najít perfektní opožděný dárek pro pana Mosebyho, tím že za ním celý den běhá a zapisuje si. Na konci je Moseby šťastný, že dostal od London dárek, protože i jeho matka na narozeniny svého Mariona zapomněla. Chybí: Debby Ryan jako Bailey Pickett Hostující hvězdy: Robert Torti jako Kurt Martin Co-hvězdy: Speciální hostující hvězdy: Kim Rhodes jako Carey Martin Poznámka: Otec dvojčat se jmenuje Kurt Martin, ale titulky na konci uvádí jeho jméno jako Rick... |                          |                            |                    |                   |                 |                 |
| 17 | The Wrong Stuff          | Lumpárny                   | 27. března 2009    | 4. června 2011    | 118             |                 |
| London vyhlásí soutěž mezi Codym a Woodym, kdy má rozhodnout, který z nich ji bude doprovázet na výlet na Tipton vesmírnou stanici. V zoufalé snaze vyhrát se Cody i Woody snaží sabotovat plán toho druhého. Mezitím má Zack na starosti aktivity seniorů a snaží se zjistit, co by chtěl Barker dělat a nakonec zjistí, že rád dělá kanadské žertíky. Společně se snaží udělat co nejvíce žertíků na ostatní cestující... Chybí: Debby Ryan jako Bailey Pickett a Phill Lewis jako pan Moseby Hostující hvězdy: Lillian Adams jako paní Pepperman, Gavin MacLeod jako Barker, Matthew Timmons jako Woody Fink Co-hvězdy: Speciální hostující hvězdy: - |                          |                            |                    |                   |                 |                 |
| 18 | Splash & Trash           | Žbluňk a odpadky           | 17. dubna 2009     | 11. června 2011   | 119             |                 |
| Zack a Woody jsou přesvědčeni, že dívka, kterou SS Tipton zachránil z oceánu, je vlastně mořská panna. Dělají několik pokusů, aby to dokázali, ale neúspěšně. Až poté sdělí Zackovi, že je plavkyně a chystá se na olympijské hry a že je velmi zaneprázdněná. Zack se proto rozhodne , naučit ji, jak si udělat volný čas. Mezitím je Cody vyhozen z pozice roznašeče ručníků poté, co nepovoluje cestujícím použít více ručníků ve snaze chránit životní prostředí. Udělá také show z ukázkami, jak bude naše planeta vypadat, pokud s ní budeme nadále takto zacházet, což mu vrátí místo roznašeče ručníků... Chybí: Debby Ryan jako Bailey Pickett Hostující hvězdy: Allie Gonino jako Marissa , Matthew Timmons jako Woody Fink Co-hvězdy: Speciální hostující hvězdy: - |                          |                            |                    |                   |                 |                 |
| 19 | Mulch Ado About Nothing  | Mnoho povyku pro nic       | 1. května 2009     | 25. června 2011   | 116             |                 |
| Když začne Bailey cítit stesk po domově, Cody se rozhodne uspořádat na lodi "Corn festival". Díky London se dostaví také Baileyin kluk z rodného města - Hoose (Moose). Soutěží pak s Codym v lovení kukuřičných klasů, páce a šachách. Cody ani jednu soutěž nevyhraje. Hoose nabízí Bailey návrat domů. Ta žádá o radu Codyho a ten ji radí, ať poslechne své srdce. Bailey se rozhodne zůstat a s Moosem se rozchází... Naznačuje navíc, že Cody se jí líbí... Chybí: - Hostující hvězdy: Hutch Dano jako Hoose (Moose) , Matthew Timmons jako Woody Fink Co-hvězdy: Speciální hostující hvězdy: - |                          |                            |                    |                   |                 |                 |
| 20 | Cruisin' for a Bruisin   | Zranění                    | 5. června 2009     | 2. července 2011  | 121             |                 |
| Když Kirby zraní pana Mosebyho, Connie přebírá Mosebyho povinnosti, ale přerušuje práci na lodi v láhvi pro kapitána. Moseby zaslechne zprávu o problémech s lodí a domnívá se, že se jedná o problém s celou lodí. London nakonec loď opraví. Moseby padá ze schodů a všechny kromě London zraní. Rozbije loď v lahvi a nemá dost času, aby ji opravil... Chybí: Debby Ryan jako Bailey Pickett Hostující hvězdy: Jennifer Tisdale jako Connie, Windell D. Middlesbrooks jako Kirby Morris Co-hvězdy: Speciální hostující hvězdy: - |                          |                            |                    |                   |                 |                 |
| 21 | Double-Crossed           | Dvojitá návštěva           | 17. července 2009  | 22. října 2011    | 120             |                 |
| Hannah Montana je na palubě S.S. Tipton při cestě na koncert v Honolulu. Ve snaze udělat dojem na Bailey, se Cody zoufale snaží získat lístky na show. Mezitím jsou Justin,Max a Alex Russoovi stále na palubě (na své dovolené). Alex si vystřelí z Justina, když do vířivky vhodí modré barvivo, které obarví Justina od krku až po paty. Pan Moseby obviňuje z žertu Zacka, zatímco se Max snaží zapůsobit na London se svým kouzelným kufrem. Nakonec je Alex usvědčena, zatímco Zack očištěn. Moseby se mu omlouvá. Hannah Montana mezitím přijíždí do lobby, kde konečně pozná Codyho. Věnuje mu vstupenky na koncert a do zákulisí. Bailey věnuje Codymu polibek a konečně spolu začínají chodit... Chybí: - Hostující hvězdy: Matthew Timmons jako Woody Fink, Windell D. Middlesbrooks jako Kirby Morris Co-hvězdy: Speciální hostující hvězdy: Miley Cyrus jako Hannah Montana/Miley Stewart, Emily Osment jako Lola Luftnagle/Lilly Truscott, Jake T. Austin jako Max Russo, David Henrie jako Justin Russo, Selena Gomez jako Alex Russo Poznámka: Tento díl je tzv.crossover, který nabízí střetnutí tří seriálů v jednom. Miley Cyrus a hvězdy Suite Life (Debby Ryan.Brenda Song, Dylan and Cole Sprouse, Phill Lewis) se podruhé objevili v takovémto crossoveru. Poprvé se tak stalo v crossoveru seriálů That's So Raven / The Suite life of Zack & Cody / Hannah Montana v trilogii s názvem That's so Suite life of Hannah Montana. Navíc je to podruhé, kdy se v Suite Life objevila Selena Gomez. Poprvé se tak stalo v seriálu The Suite life of Zack & Cody, v dílu "A Midsummer's Nightmare", kde hrála spolužačku Zacka a Codyho jménem Gwen. |                          |                            |                    |                   |                 |                 |